# 池田政員
池田 政員（いけだ まさかず）は、江戸時代中期の大名。備中生坂藩3代藩主。通称は伊織。

## 略歴
2代藩主・池田政晴の次男として誕生した。幼名は泰太郎。
寛延元年（1748年）、父の死去で跡を継ぐ。明和4年（1767年）正月、疱瘡を発症し、正月25日に31歳で死去した（末期養子の届け出の関係で、公式には正月29日死去と届けられた）。跡を弟の政弼が継ぎ、実子の政良、秀次郎は公式には政弼の子とされた。

## 系譜
- 父：池田政晴（1704年 - 1748年）
- 母：池田政倚の娘
- 正室：美恵子 - 池田政純の四女、後夫は旗本滝川一道
- 生母不明の子女
  - 男子：池田政良（1759年 - 1774年） - 届出上は池田政弼の子
  - 男子：秀次郎 - 届出上は池田政弼の子
- 養子
  - 男子：池田政弼（1742年 - 1776年） - 池田政晴の三男